# Burgschleinitz-Kühnring
Burgschleinitz-Kühnring ist eine Marktgemeinde mit 1304 Einwohnern (Stand 1. Jänner 2025) im Bezirk Horn in Niederösterreich.

## Geografie
Burgschleinitz-Kühnring liegt im Waldviertel am Nordostrand des Manhartsberges zwischen Eggenburg und Maissau. Die Entwässerung erfolgt durch die Schmida. Sie entspringt im Gemeindegebiet und verlässt das Gemeindegebiet in rund 340 Meter Meereshöhe im Osten. Die höchsten Erhebungen sind der Schmalzberg (402 m) und der Sonnwendberg (413 m).
Die Fläche der Marktgemeinde umfasst 41,86 Quadratkilometer. Davon sind 72 Prozent landwirtschaftliche Nutzfläche, 20 Prozent der Fläche sind bewaldet.

### Gemeindegliederung
| Katastralgemeinden | Ortschaften in der Gemeinde |
| --- | --- |
| Amelsdorf (3,01 km²) Burgschleinitz (5,48 km²) Buttendorf (1,70 km²) Geiersdorf (1,49 km²) Harmannsdorf (3,23 km²) Kühnring (8,20 km²) Matzelsdorf (2,66 km²) Reinprechtspölla (7,83 km²) Sachsendorf (2,32 km²) Sonndorf (2,43 km²) Zogelsdorf (3,50 km²) | Amelsdorf (D) · Burgschleinitz (M) · Buttendorf (D) · Harmannsdorf (D) · Kühnring (D) · Matzelsdorf (D) · Reinprechtspölla (D) · Sachsendorf (D) · Sonndorf (D) · Zogelsdorf (D) |
| Legende | |

| In der Spalte Katastralgemeinden sind sämtliche Katastralgemeinden einer Gemeinde angeführt. In der Klammer ist die jeweilige Fläche in km² angegeben. |
| In der Spalte Ortschaften sind sämtliche von der Statistik Austria erfassten Siedlungen, die auch eine eigene Ortschaftskennziffer aufweisen, angeführt. In der Hierarchieebene derselben Spalte, rechts eingerückt, werden nur Ansiedlungen, die mindestens aus mehreren Häusern bestehen, dargestellt. Die wichtigsten der verwendeten Abkürzungen sind: - M = Hauptort der Gemeinde - Stt = Stadtteil - R = Rotte - W = Weiler - D = Dorf - ZH = Zerstreute Häuser - Sdlg = Siedlung - Hgr = Häusergruppe - E = Einzelgehöft (nur wenn sie eine eigene Ortschaftskennziffer haben) Die komplette Liste der Statistik Austria ist in: Topographische Siedlungskennzeichnung nach STAT Zu beachten ist, dass manche Orte unterschiedliche Schreibweisen haben können. So können sich Katastralgemeinden anders schreiben als gleichnamige Ortschaften bzw. Gemeinden. Quelle: Statistik Austria – |

Das Gemeindegebiet umfasst folgende Ortschaften (in Klammern Einwohnerzahl Stand 1. Jänner 2025):
- Amelsdorf (44)
- Burgschleinitz (380)
- Buttendorf (75)
- Harmannsdorf (82)
- Kühnring (320)
- Matzelsdorf (59)
- Reinprechtspölla (156)
- Sachsendorf (43)
- Sonndorf (23)
- Zogelsdorf (122)

Die Marktgemeinde Burgschleinitz-Kühnring ist Mitglied der Kleinregion Manhartsberg.
In der Gemeinde Burgschleinitz-Kühnring finden zwei Postleitzahlen Verwendung. Die Orte Burgschleinitz, Kühnring, Sonndorf und Zogelsdorf haben die Postleitzahl 3730. Die anderen Orte haben die Postleitzahl 3713.

### Nachbargemeinden
| Rosenburg-Mold    | Meiseldorf                                  | Eggenburg           |
| Gars am Kamp      | Kompassrose, die auf Nachbargemeinden zeigt | Straning-Grafenberg |
| Schönberg am Kamp | Maissau                                     |                     |

## Geschichte
Fossilienfunde zeigen, dass das Gebiet am Ende des Miozäns von einem Meer bedeckt war. So fand man bei Grabungen in der Kühnringer Gemeindesandgrube Skelette von Seekühen aus dieser Zeit.
Der Abbau von Sandstein bei Zogelsdorf ist bis in die Bronzezeit belegt. Auch in der Neuzeit wurden Skulpturen für die Stifte Geras, Altenburg und Melk, für das Schloss Schönbrunn, die Wiener Hofburg, das Belvedere und das Palais Liechtenstein produziert.
Die erste urkundliche Erwähnung erfolgte 1074 in einer Schenkungsurkunde des Klosters Melk.
An der Stelle, wo heute die Pfarrkirche von Kühnring steht, erbaute Hadmar I. in der ersten Hälfte des 12. Jahrhunderts die Stammburg der Kuenringer, die Burg Kühnring.
Im Schloss Harmannsdorf schrieb die österreichische Friedensnobelpreisträgerin Bertha von Suttner ihren Roman Die Waffen nieder!
In Reinprechtspölla befindet sich das Geburtshaus des bedeutenden Urzeitforschers Josef Höbarth.
Reinprechtspölla ist eine Stiftspfarre von Klosterneuburg, um 1735 wurde die Kirche von Baumeister Leopold Wißgrill vergrößert und barockisiert. Die Pläne dazu sind vom Barockarchitekten des Stiftes Klosterneuburg Donato Felice d’Allio. Im Zuge der Liturgieänderung wurde das Kircheninnere verändert, so der Tabernakel auf Seitenaltar versetzt etc. Auf dem Friedhof von Reinprechtspölla befindet sich das Grab des Komponisten und Allroundtalentes Otto M. Zykan (1935–2006).
1944/1945 mussten etwa 30 ungarische Juden Zwangsarbeit im Schloss Wisent leisten. Ihr Aufseher wurde 1947 wegen der Misshandlung der Arbeiter zu 18 Monaten Haft verurteilt.
1938 bis 1945 war Burgschleinitz Teil der Stadtgemeinde Eggenburg; dann wurde die Ortsgemeinde wiederhergestellt. 1967 wurden die Gemeinden Burgschleinitz, Kühnring, Amelsdorf, Buttendorf, Matzelsdorf, Sachsendorf, Sonndorf und Zogelsdorf zur Großgemeinde Burgschleinitz-Kühnring zusammengeschlossen; 1971 kam Reinprechtspölla dazu, 1972 folgte Harmannsdorf (mit der KG Geiersdorf). 1987 erfolgte die Markterhebung.

### Bevölkerungsentwicklung
Nachdem von 1991 bis 2001 sowohl Geburtenbilanz als auch Wanderungsbilanz positiv waren, sinkt seither die Bevölkerungszahl wegen der Abwanderung aus der Gemeinde.
| Burgschleinitz-Kühnring: Einwohnerzahlen von 1869 bis 2025 | Burgschleinitz-Kühnring: Einwohnerzahlen von 1869 bis 2025 | Burgschleinitz-Kühnring: Einwohnerzahlen von 1869 bis 2025 | Burgschleinitz-Kühnring: Einwohnerzahlen von 1869 bis 2025 | Burgschleinitz-Kühnring: Einwohnerzahlen von 1869 bis 2025 |
| ---------------------------------------------------------- | ---------------------------------------------------------- | ---------------------------------------------------------- | ---------------------------------------------------------- | ---------------------------------------------------------- |
| Jahr                                                       |                                                            |                                                            |                                                            | Einwohner                                                  |
| 1869                                                       | 1869                                                       |                                                            | 1.892                                                      | 1.892                                                      |
| 1880                                                       | 1880                                                       |                                                            | 2.025                                                      | 2.025                                                      |
| 1890                                                       | 1890                                                       |                                                            | 2.079                                                      | 2.079                                                      |
| 1900                                                       | 1900                                                       |                                                            | 2.041                                                      | 2.041                                                      |
| 1910                                                       | 1910                                                       |                                                            | 2.048                                                      | 2.048                                                      |
| 1923                                                       | 1923                                                       |                                                            | 1.922                                                      | 1.922                                                      |
| 1934                                                       | 1934                                                       |                                                            | 1.867                                                      | 1.867                                                      |
| 1939                                                       | 1939                                                       |                                                            | 1.852                                                      | 1.852                                                      |
| 1951                                                       | 1951                                                       |                                                            | 1.800                                                      | 1.800                                                      |
| 1961                                                       | 1961                                                       |                                                            | 1.574                                                      | 1.574                                                      |
| 1971                                                       | 1971                                                       |                                                            | 1.463                                                      | 1.463                                                      |
| 1981                                                       | 1981                                                       |                                                            | 1.327                                                      | 1.327                                                      |
| 1991                                                       | 1991                                                       |                                                            | 1.313                                                      | 1.313                                                      |
| 2001                                                       | 2001                                                       |                                                            | 1.419                                                      | 1.419                                                      |
| 2011                                                       | 2011                                                       |                                                            | 1.389                                                      | 1.389                                                      |
| 2021                                                       | 2021                                                       |                                                            | 1.336                                                      | 1.336                                                      |
| 2025                                                       | 2025                                                       |                                                            | 1.304                                                      | 1.304                                                      |
| Quelle(n): Statistik Austria, Gebietsstand 1.1.2021        |                                                            |                                                            |                                                            |                                                            |

## Kultur und Sehenswürdigkeiten
- Schloss Harmannsdorf
- Schloss Zogelsdorf
- Schloss Burgschleinitz
- Schloss Wisent in Amelsdorf

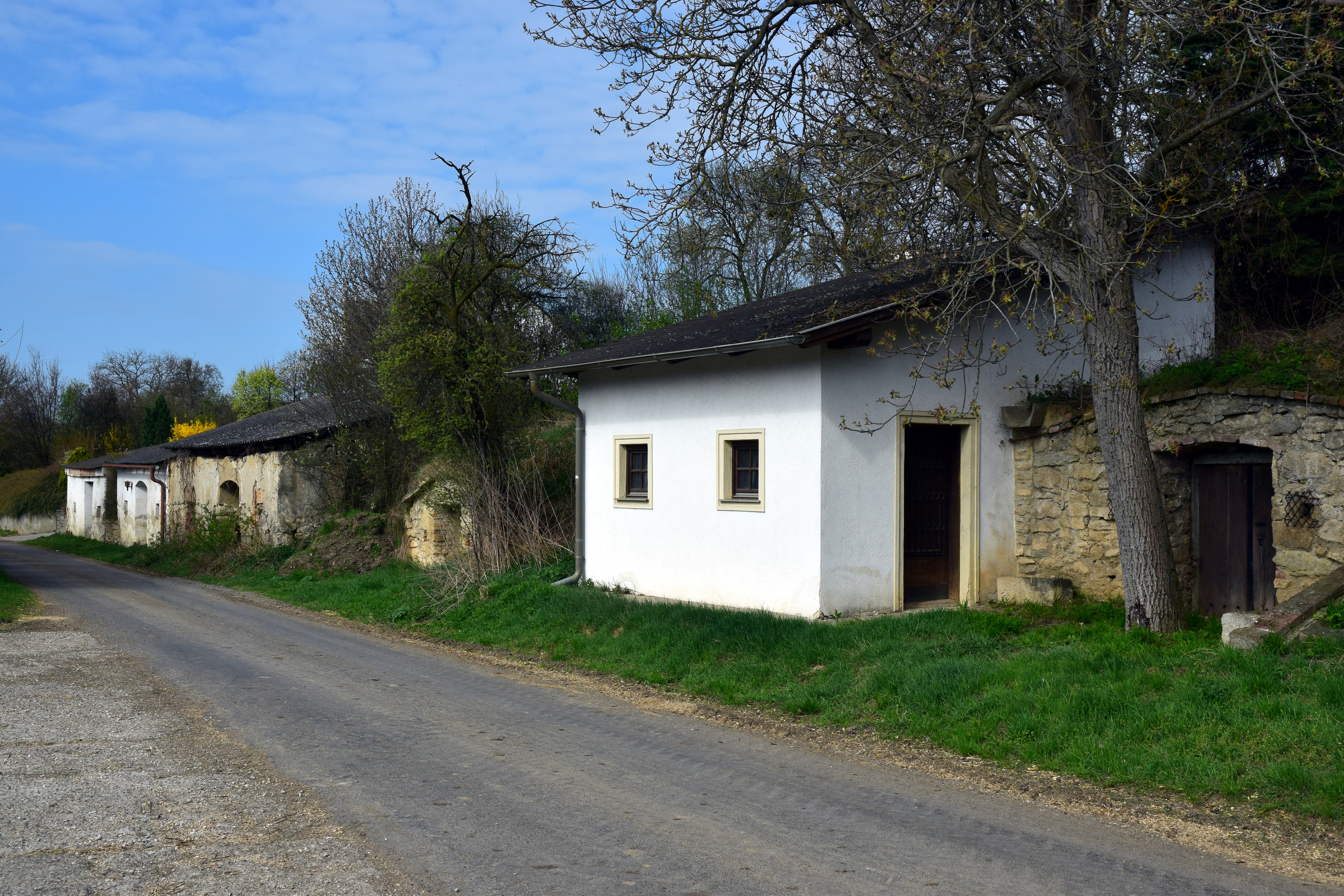
Kellergasse Hintaus in Kühnring

- Katholische Pfarrkirche Burgschleinitz hl. Michael mit dem Karner Burgschleinitz
- Katholische Pfarrkirche Kühnring Hll. Philipp und Jakob mit dem Karner Kühnring
- Katholische Pfarrkirche Reinprechtspölla Hl. Pankratius
- Barbarakapelle in Zogelsdorf
- Internationaler Bertha von Suttner Verein[6] mit Sitz in Harmannsdorf

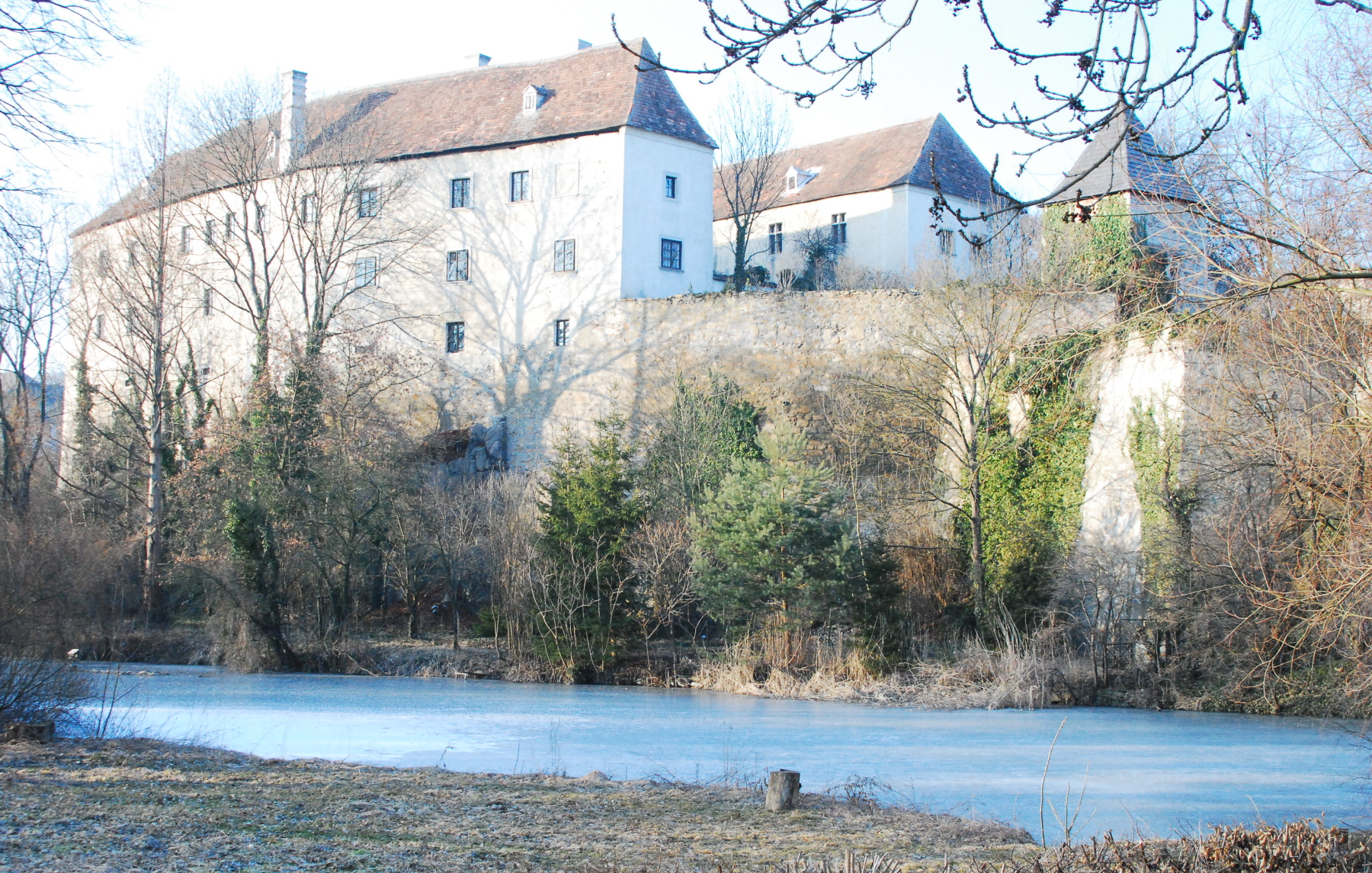
Schloss Burgschleinitz
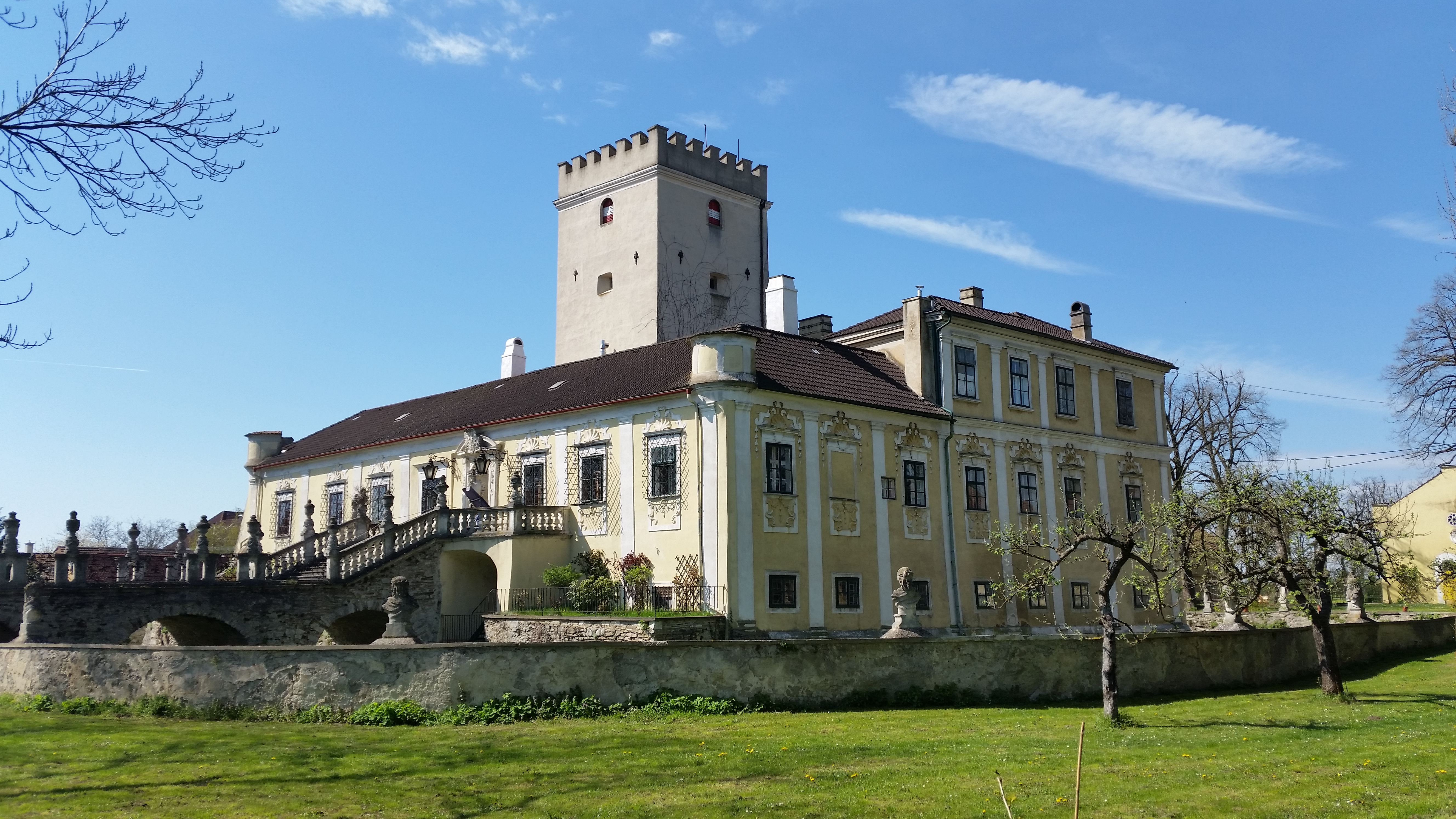
Schloss Harmannsdorf
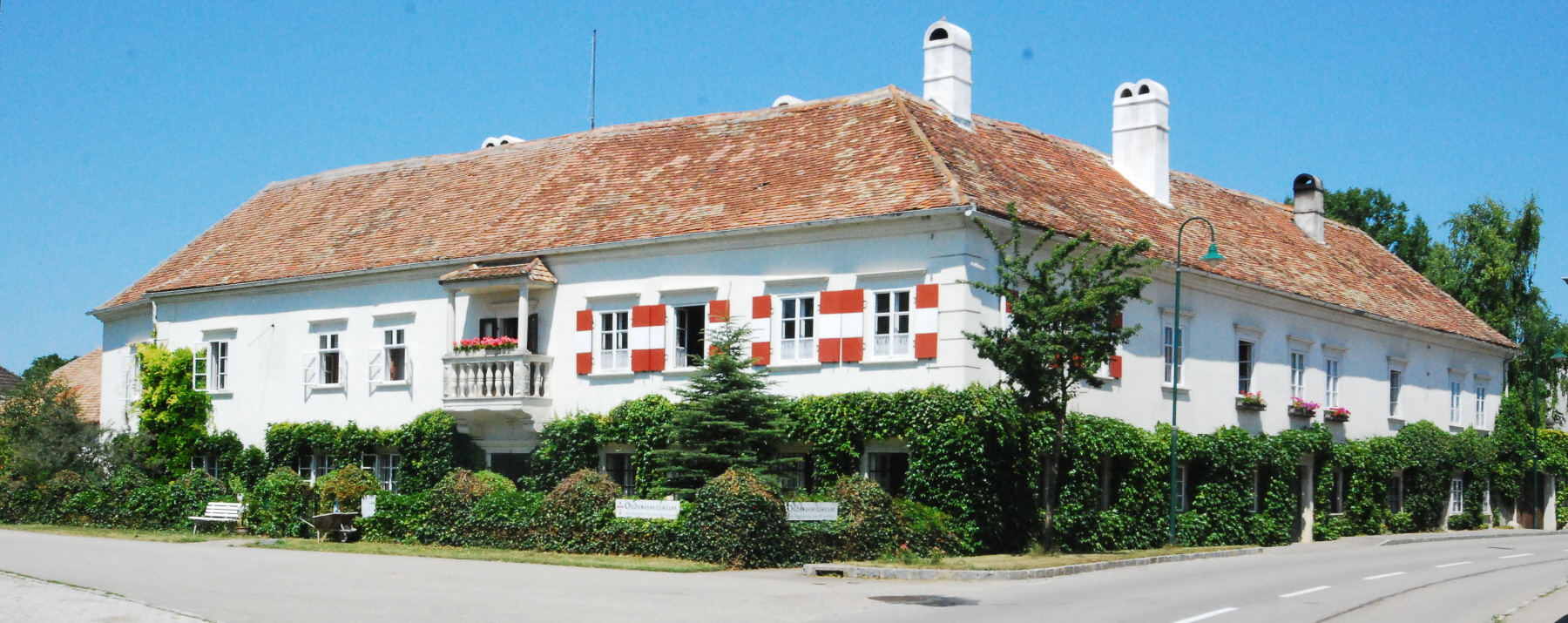
Schloss Zogelsdorf
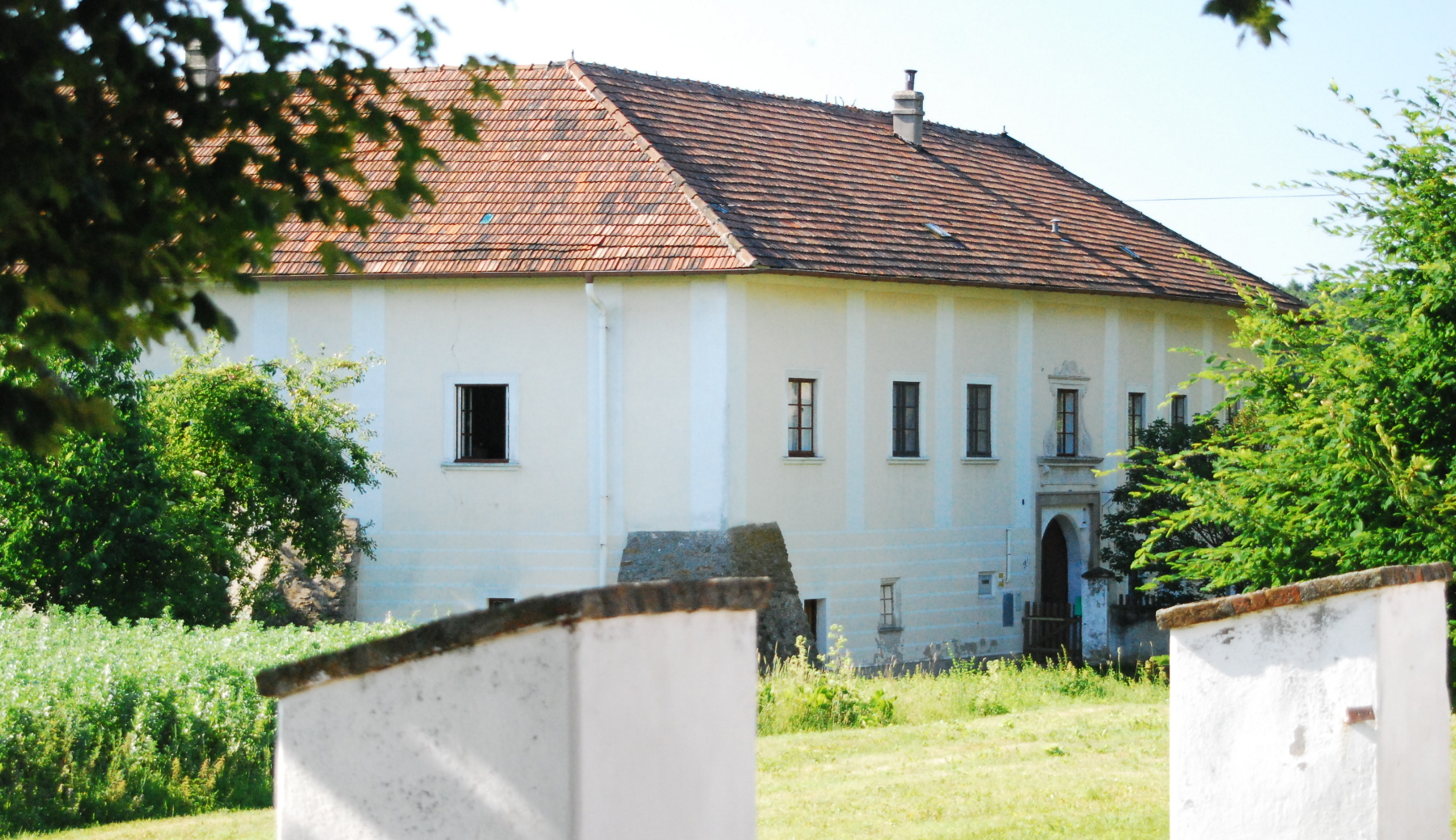
Schloss Wisent
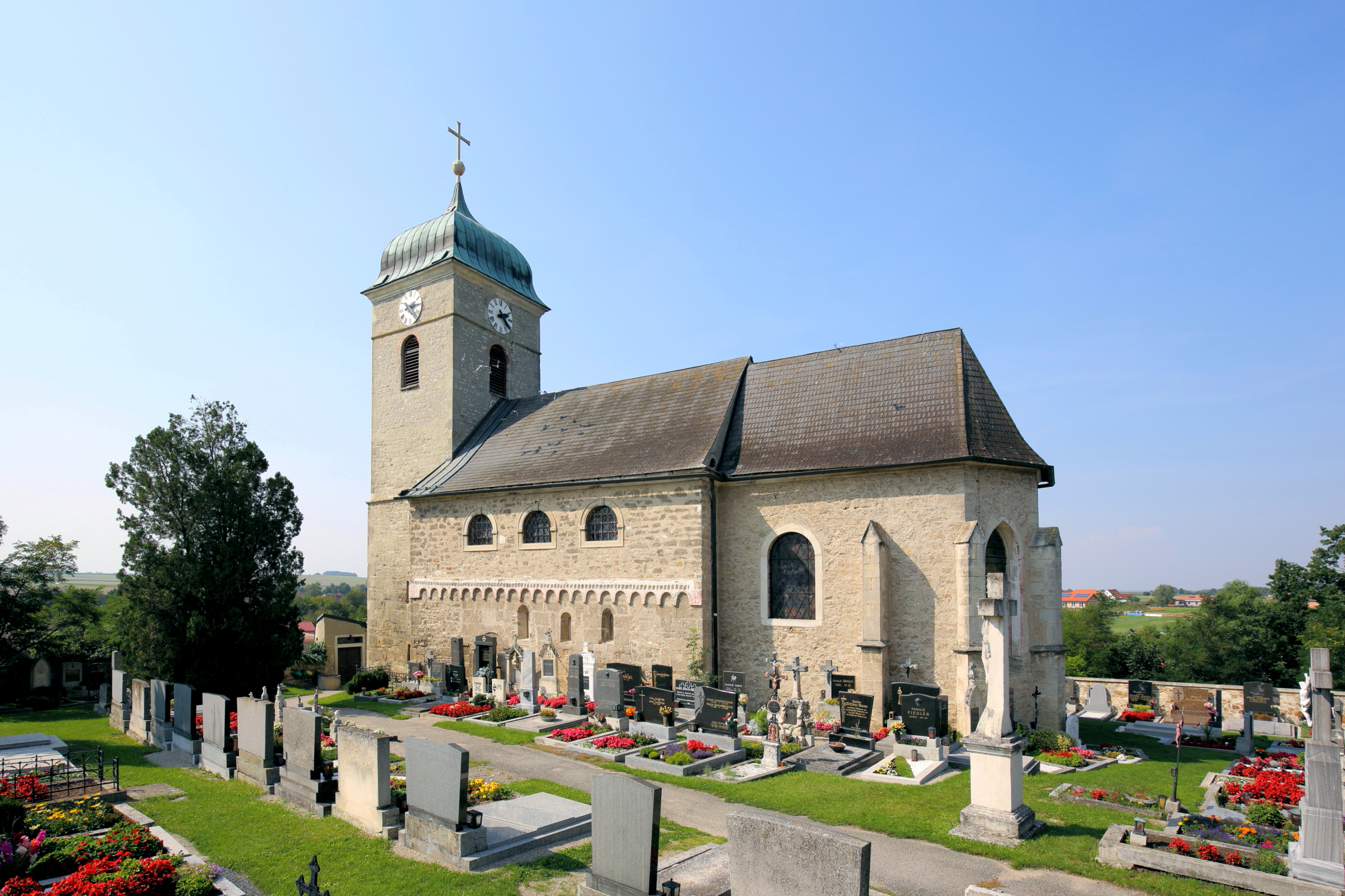
Pfarrkirche Burgschleinitz

## Wirtschaft und Infrastruktur
Nichtlandwirtschaftliche Arbeitsstätten gab es im Jahr 2001 36, land- und forstwirtschaftliche Betriebe nach der Erhebung 1999 109. Die Zahl der Erwerbstätigen am Wohnort betrug nach der Volkszählung 2001 670. Die Erwerbsquote lag 2001 bei 48,76 Prozent.

### Ansässige Unternehmen
2016 eröffnete die Biobäckerei Joseph Brot an der Retzer Straße im Ortsteil Burgschleinitz eine neue 400 m² -Brotmanufaktur auf einem 1800 m² großen Gelände. Dadurch konnte die Produktion von Vitis näher Richtung Wien verlegt werden, dem Hauptabsatzmarkt der Bäckerei. Die Firma produziert jährlich mit 39 Mitarbeitern in der Produktion eine halbe Million Stück Brot und Weckerl in Handarbeit.

### Verkehr
- Bus: Das Linienbusunternehmen PostBus fährt Haltestellen der Linien 1302 (Horn – Eggenburg) und 1253 (Horn – Retz) in mehreren Orten der Gemeinde an.
- Bahn: Die nächstgelegenen Bahnhöfe der ÖBB sind Limberg-Maissau, Straning und Eggenburg an der Franz-Josefs-Bahn.
- Straße: Die Horner Straße (B4) führt durch die Orte Amelsdorf und Harmannsdorf. Die Retzer Straße (B 35) führt durch Burgschleinitz und Zogelsdorf.

## Politik

### Gemeinderat
Der Gemeinderat hat 19 Mitglieder.
- Nach den Gemeinderatswahlen in Niederösterreich 1990 hatte der Gemeinderat folgende Verteilung: 15 ÖVP und 4 SPÖ.
- Nach den Gemeinderatswahlen in Niederösterreich 1995 hatte der Gemeinderat folgende Verteilung: 15 ÖVP und 4 SPÖ.[8]
- Nach den Gemeinderatswahlen in Niederösterreich 2000 hatte der Gemeinderat folgende Verteilung: 16 ÖVP und 3 SPÖ.[9]
- Nach den Gemeinderatswahlen in Niederösterreich 2005 hatte der Gemeinderat folgende Verteilung: 15 ÖVP und 4 SPÖ.[10]
- Nach den Gemeinderatswahlen in Niederösterreich 2010 hatte der Gemeinderat folgende Verteilung: 16 ÖVP und 3 SPÖ.[11]
- Nach den Gemeinderatswahlen in Niederösterreich 2015 hatte der Gemeinderat folgende Verteilung: 15 ÖVP, 2 SPÖ und 2 Grüne.[12]
- Nach den Gemeinderatswahlen in Niederösterreich 2020 hatte der Gemeinderat folgende Verteilung: 17 ÖVP und 2 SPÖ.[13]
- Nach den Gemeinderatswahlen in Niederösterreich 2025 hat der Gemeinderat folgende Verteilung: 14 ÖVP, 3 FPÖ und 2 SPÖ.[14]

### Bürgermeister
- bis 2007 Gerhard Krell (ÖVP)
- 2007–2014 Andreas Ullreich (ÖVP)[15]
- 2014–2023 Leopold Winkelhofer (ÖVP)[16]
- seit 2023 Andreas Boigenfürst (ÖVP)

### Wappen
Mit Bescheid der Niederösterreichischen Landesregierung vom 30. März 1982 erhielt die Gemeinde Burgschleinitz-Kühnring ein Gemeindewappen verliehen. Seine
Blasonierung: „Ein geteilter Schild oben Blau, unten im goldenen Feld vier schwarze Balken, belegt mit einem silbernen rotbewehrten Adler.“ Die Gemeindefarben sind Blau-Weiß-Schwarz.

## Persönlichkeiten

### Söhne und Töchter der Gemeinde
- Ludwig Deusch (1925–2008), niederösterreichischer Politiker und Landtagsabgeordneter, wurde in Burgschleinitz geboren.
- Adam Haresleben (1627–1683), österreichischer Steinmetzmeister und Dombaumeister zu St. Stephan in Wien, wurde in Kühnring geboren.
- Johann Georg Haresleben (1671–1716), österreichischer Steinmetzmeister, wurde in Kühnring geboren.
- Thomas Haresleben (1673–1733), österreichischer Steinmetzmeister und Dombaumeister zu St. Stephan in Wien, wurde in Kühnring geboren.
- Josef Haslinger (1889–1974), niederösterreichischer Politiker und Landtagsabgeordneter, wurde in Reinprechtspölla geboren.
- Josef Höbarth (1891–1952), niederösterreichischer Heimatforscher und Museumsgründer, wurde in Reinprechtspölla geboren.
- Johann Georg Högl (1706–1748), Steinmetzmeister und Bildhauer
- Matthias Knox (1645–1688), österreichischer Steinmetzmeister und Dombaumeister zu St. Stephan in Wien, wurde in Kühnring geboren.
- Martin Leitgöb (* 1972), r.-k. Priester, Provinzial der Provinz Wien-München der Kongregation der Redemptoristen, stammt aus Zogelsdorf.
- Joseph Winkler (1665–1748), österreichischer Steinmetzmeister und Richter in Kaisersteinbruch, wurde in Burgschleinitz geboren.
- Matthias Winkler (um 1682–1753), österreichischer Steinmetzmeister und Dombaumeister zu St. Stephan in Wien, wurde in Kühnring geboren.
- Johann Zach (1892–1978), niederösterreichischer Politiker, Landtagsabgeordneter und Nationalrat, wurde in Kühnring geboren.

### Personen mit Bezug zur Gemeinde
- Andrea Eckert (* 1958), Schauspielerin, Sängerin und Dokumentarfilmerin
- Azzo von Gobatsburg († um 1100), Stammvater der Kuenringer, errichtete eine Kapelle in Kühnring.
- Joseph Anton Gall (1748–1807), katholischer Geistlicher und Bischof von Linz, war 1779–1787 Pfarrer in Burgschleinitz.
- Karl Korab (* 1937), bildender Künstler
- Hadmar I. von Kuenring († 1138), Ministerialadeliger, erbaute die Burg Kühnring in Kühnring.
- Rudolf Macho (1885–1948), niederösterreichischer Politiker und Landtagsabgeordneter, 1945–1948 Bürgermeister von Kühnring, starb in Kühnring.
- Anna von Sazenhofen (1874–1948), Schriftstellerin
- Arthur Gundaccar von Suttner (1850–1902), österreichischer Adeliger und Schriftsteller, Ehemann von Bertha von Suttner, lebte und starb auf Schloss Harmannsdorf.
- Bertha von Suttner (1843–1914), österreichische Schriftstellerin, Pazifistin und Friedensnobelpreisträgerin, lebte auf Schloss Harmannsdorf.
- Marie von Suttner (1873–1948), österreichische Schriftstellerin und Novellistin, lebte auf Schloss Harmannsdorf.
- Otto M. Zykan (1935–2006), österreichischer Komponist, lebte und starb in Sachsendorf.
- Sebastian Kurz (* 1986), Bundeskanzler der Republik Österreich, seit 2017 Ehrenbürger der Gemeinde Burgschleinitz-Kühnring